# Sargun Mehta
Sargun Mehta (phát âm [sərɡʊn meːɦt̪aː]; sinh 6 tháng 9 năm 1988), được biết đến bởi cái tên Sargun Mehta Dubey, là diễn viên truyền hình kiêm người mẫu Ấn Độ. Cô được khán giả Việt biết đến bởi vai diễn Ganga Jagdish Singh trong bộ phim Cô dâu 8 tuổi.